# Fakebook (album)
Fakebook är Yo La Tengos fjärde album, släppt 1990. Albumet innehåller elva spår med covers från mer eller mindre kända band tillsammans med fem egna.

## Låtlista
1. "Can't Forget" – 2:13
2. "Griselda" – 1:54 (Holy Modal Rounders)
3. "Here Comes My Baby" – 2:26 (Cat Stevens)
4. "Barnaby, Hardly Working" – 4:12
5. "Yellow Sarong" – 1:37 (The Scene is Now)
6. "You Tore Me Down" – 2:54 (The Flamin' Groovies)
7. "Emulsified" – 2:46 (Rex Garvin & The Mighty Cravers)
8. "Speeding Motorcycle – 3:16 (Daniel Johnston)
9. "Tried So Hard" – 2:13 (Gene Clark)
10. "The Summer" – 2:40
11. "Oklahoma, USA" – 2:18 (The Kinks)
12. "What Comes Next" – 3:11
13. "The One To Cry" – 1:47 (The Escorts)
14. "Andalucia" – 3:33 (John Cale)
15. "Did I tell You" – 3:21
16. "What Can I Say" – 2:03 (NRBQ)